# Red Ninja: End of Honor
Red Ninja: End of Honor é um jogo desenvolvido pela Tranji Studios e publicado pela Vivendi Universal Games. Ele foi lançado em 2005, para as plataformas PlayStation 2 e Xbox. Red Ninja é uma colaboração entre a Tranji Studios e o roteirista de filmes japonês Shinsuke Sato.